# Unione Sportiva Vigor Senigallia Calcio Femminile 2004-2005
Questa pagina raccoglie i dati riguardanti l'Unione Sportiva Vigor Senigallia Calcio Femminile nelle competizioni ufficiali della stagione 2004-2005.

## Stagione
Nella stagione 2004-2005 la Vigor Senigallia ha disputato il campionato di Serie A, massima serie del campionato italiano femminile di calcio, concludendo al nono posto con 25 punti conquistati in 22 giornate, frutto di 7 vittorie, 4 pareggi e 11 sconfitte. Nella Coppa Italia è scesa in campo sin dal primo turno: sorteggiata nel girone 18 assieme a Rimeco Italia e Multimarche Sanseverino, ha concluso al primo posto, accedendo al secondo turno. Ha eliminato in successione il Cervia, la Sampierdarenese, il Packcenter Imola e il Milan, accedendo alla finale del torneo. In finale è stata sconfitto per 2-0 dalla Torres.

## Organigramma societario
Organigramma societario come da almanacco.
Area direttiva
- Presidente: Giuliano Giulianelli
- Vice presidente: Claudio Giulianelli

Area tecnica
- Allenatore: Antonio Censi
- Allenatore in seconda: Mauro Rotatori

Area sanitaria
- Medico sociale: Mauro Antognini
- Massaggiatori: Paola Bartolani

## Rosa
Rosa come da almanacco.
| N. |                           | Ruolo | Calciatrice           |
| -- | ------------------------- | ----- | --------------------- |
|    | Italia (bandiera)         | P     | Silvia Bastianoni     |
|    | Italia (bandiera)         | P     | Tamara Bellini        |
|    | Italia (bandiera)         | P     | Carla Brunozzi        |
|    | Italia (bandiera)         | D     | Federica Biondi       |
|    | Italia (bandiera)         | D     | Chiara Breccia        |
|    | Italia (bandiera)         | D     | Claudia Dulbecco      |
|    | Italia (bandiera)         | D     | Micaela Macchniz      |
|    | Italia (bandiera)         | D     | Valeria Magrini       |
|    | Italia (bandiera)         | D     | Raffaella Manieri     |
|    | Italia (bandiera)         | D     | Cristina Mitola       |
|    | Italia (bandiera)         | D     | Alessandra Pagnetti   |
|    | Italia (bandiera)         | D     | Alessandra Paolinelli |
|    | Italia (bandiera)         | D     | Raffaella Perri       |
|    | Italia (bandiera)         | D     | Claudia Pesaresi      |
|    | non conosciuta (bandiera) | D     | Katherine Tverberg    |

| N. |                   | Ruolo | Calciatrice               |
| -- | ----------------- | ----- | ------------------------- |
|    | Italia (bandiera) | D     | Eva Valeri                |
|    | Italia (bandiera) | D     | Veronica Verri            |
|    | Italia (bandiera) | C     | Diletta Cremonesi         |
|    | Italia (bandiera) | C     | Francesca Mannavola       |
|    | Italia (bandiera) | C     | Martina Mencaccini        |
|    | Italia (bandiera) | C     | Claudia Morbidelli        |
|    | Italia (bandiera) | C     | Patrizia Pongetti         |
|    | Italia (bandiera) | C     | Elisa Rosciani (Capitano) |
|    | Italia (bandiera) | C     | Sonia Sdogati             |
|    | Italia (bandiera) | A     | Daniela Caruso            |
|    | Italia (bandiera) | A     | Ausilia Donatella Irmici  |
|    | Italia (bandiera) | A     | Sabrina Rossetti          |
|    | Italia (bandiera) | A     | Silvia Tagliabracci       |
|    | Italia (bandiera) | A     | Natasha Tarquinio         |

## Calciomercato
| Acquisti | Acquisti         | Acquisti          | Acquisti |
| R.       | Nome             | da                | Modalità |
| -------- | ---------------- | ----------------- | -------- |
| P        | Carla Brunozzi   | Torres            | [ 3 ]    |
| D        | Claudia Dulbecco | Matuziana Sanremo | [ 4 ]    |
| D        | Eva Valeri       | Cervia            | [ 4 ]    |

| Cessioni | Cessioni | Cessioni | Cessioni |
| R.       | Nome     | a        | Modalità |
| -------- | -------- | -------- | -------- |

## Risultati

### Serie A

#### Girone di andata
| Calmasino, Bardolino 9 ottobre 2004 1ª giornata | Bardolino Verona | 4 – 0 | Vigor Senigallia | Stadio comunale Belvedere |

| Arbitro: | Ortolano |

|             |           |                     |
| Magrini 40’ | Marcatori | 53’ (rig.) Tardelli |

| Bibbiano 11 dicembre 2004, ore 14:30 CET 5ª giornata                     | Reggiana  | 3 – 1 referto | Vigor Senigallia | Stadio comunale L. Bedogni |
| \| \| \| \| \| Giugni 13’ Zinzeri 76’, 89’ \| Marcatori \| 62’ Bonito \| |           |               |                  |                            |
|                                                                          |           |               |                  |                            |
| Giugni 13’ Zinzeri 76’, 89’                                              | Marcatori | 62’ Bonito    |                  |                            |

| Oristano 15 gennaio 2005, ore 14:30 CET 8ª giornata                                              | Atletico Oristano | 7 – 0 referto | Vigor Senigallia | Campo sp. comunale Tharros |
| \| \| \| \| \| Parejo 10’, 15’, 37’, 45’ Colasuonno 28’, 33’ Mad. Gozzi 45+2’ \| Marcatori \| \| |                   |               |                  |                            |
|                                                                                                  |                   |               |                  |                            |
| Parejo 10’, 15’, 37’, 45’ Colasuonno 28’, 33’ Mad. Gozzi 45+2’                                   | Marcatori         |               |                  |                            |

| Arbitro: | Bartolini (Forlì) |

|             |           |                |
| Manieri 70’ | Marcatori | 40’ Di Filippo |

#### Girone di ritorno
| Senigallia 12 febbraio 2005, ore 14:30 CEST 12ª giornata         | Vigor Senigallia | 1 – 1 referto | Bardolino Verona | Stadio comunale |
| \| \| \| \| \| Tagliabracci 15’ \| Marcatori \| 1t’ Camporese \| |                  |               |                  |                 |
|                                                                  |                  |               |                  |                 |
| Tagliabracci 15’                                                 | Marcatori        | 1t’ Camporese |                  |                 |

| Agliana 5 marzo 2005, ore 15:00 CET 15ª giornata | Agliana | 0 – 6 | Vigor Senigallia | Stadio comunale Germano Bellucci |

| Arbitro: | Croce (Chivasso) |

|                         |           |                  |
| Hofer 72’ (rig.), 90+1’ | Marcatori | 64’ Tagliabracci |

| Arbitro: | Calzolari (Forli) |

|  |           |                       |
|  | Marcatori | 25’ (rig.) Colasuonno |

| Morlupo 7 maggio 2005, ore 15:00 CEST 20ª giornata | A.D. Decimum Lazio | 0 – 2            | Vigor Senigallia | Stadio comunale |
| \| \| \| \| \| \| Marcatori \| Manieri Rosciani \| |                    |                  |                  |                 |
|                                                    |                    |                  |                  |                 |
|                                                    | Marcatori          | Manieri Rosciani |                  |                 |

| Arbitro: | Giacomelli (Trieste) |

|                       |           |              |
| Simonato 38’ Piva 76’ | Marcatori | 14’ Dulbecco |

### Coppa Italia

#### Primo turno
Girone 18
| Senigallia 11 settembre 2004, ore 15:00 CEST 1ª giornata | Vigor Senigallia | 4 – 0 | Rimeco Italia | Stadio comunale |

| 19 settembre 2004, ore 15:00 CEST 2ª giornata | Multimarche San Severino | 0 – 4 | Vigor Senigallia |  |

#### Finale
| Arbitro: | Squizzato (Verona) |

|                                |           |  |
| Pedersen 28’ Ceroni 44’ (rig.) | Marcatori |  |

## Statistiche

### Statistiche di squadra
| Competizione | Punti | In casa | In casa | In casa | In casa | In casa | In casa | In trasferta | In trasferta | In trasferta | In trasferta | In trasferta | In trasferta | Totale | Totale | Totale | Totale | Totale | Totale | DR |
| Competizione | Punti | G       | V       | N       | P       | Gf      | Gs      | G            | V            | N            | P            | Gf           | Gs           | G      | V      | N      | P      | Gf     | Gs     | DR |
| ------------ | ----- | ------- | ------- | ------- | ------- | ------- | ------- | ------------ | ------------ | ------------ | ------------ | ------------ | ------------ | ------ | ------ | ------ | ------ | ------ | ------ | -- |
| Serie A      | 25    | 11      | 4       | 3       | 4       | 14      | 12      | 11           | 3            | 1            | 7            | 14           | 23           | 22     | 7      | 4      | 11     | 28     | 35     | -7 |
| Coppa Italia | -     | 5       | 2       | 3       | 0       | 9       | 4       | 5            | 3            | 2            | 0            | 8            | 2            | 11     | 5      | 5      | 1      | 17     | 8      | +9 |
| Totale       | -     | 16      | 6       | 6       | 4       | 23      | 16      | 16           | 6            | 3            | 7            | 22           | 25           | 33     | 12     | 9      | 12     | 45     | 43     | +2 |